# Baliton
Baliton è un comune dell'Azerbaigian situato nel distretto di Lənkəran.